# قطية (بلدة)
قطية أو قاطية وتكتب أيضا قطيا هي بلدة تتبع مركز بئر العبد التابع لمحافظة شمال سيناء نحو 26 ميلاً من القنطرة وهي حدائق متسعة من النخيل عندها خرائب بلدة قديمة وبئر مطوية بالحجر المنحوت، وقد رمم البئر إبراهيم باشا في أثناء حملته على سوريا ثم رممها عباس باشا الخديوي عند زيارته العريش. وكانت قطية قبل فتح ترعة السويس تابعة لمديرية الشرقية فلما فتحت الترعة لحقت بالعريش ولا تزال.[بحاجة لمصدر]
وردت في معجم البلدان لياقوت وفي الانتصار لابن دقماق وفي كتاب الحقيقة والمجاز للشيخ عبد الغني النابلسي أنها قرية من نواحي الجفار(1) في الطريق بين مصر والشام وفي وسط الرمل قرب الفرما وبها جامع ومارستان وبها والي طبلخانه مقيم لأخذ العشر من التجار وبها قاض وناظر وشهود ومباشرون ولايمكن الدخول إلى مصر إلا منها وكانت قديما مكان أخذ المكس من القادمين إلى مصر. وفي زبدة كشف الممالك وبيان الطرق والمسالك يقول خليل الظاهري: إن قطية ليست من الأقاليم، وإنما هي بمفردها، لايمكن الوصول إلى الديار المصرية الا منها وبها نخيل كثير، ولها ميناء، وهي الطينة على شط البحر المحيط".
ويوجد بالمكان موقع «تل قطية» الأثري، وينتشر على سطحه بقايا المباني الأثرية والشقف الأثري الإسلامي واليوناني والروماني وأجريت به حفائر بمعرفة قطاع الآثار الإسلامية بسيناء. وتعتبر واحة قطية إحدى نقاط طريق حورس القديم.
وفي عام 1916 شهد المكان وقائع معركة بين القوات البريطانية التي كانت تحمي مواقعها على قناة السويس والقوات العثمانية فيما عرف بمعركة قطية.